# Olivia Cooke
Olivia Kate Cooke (přechýleně Cookeová; * 27. prosince 1993, Oldham, Velký Manchester, Spojené království) je britská herečka. Od roku 2013 ztvárňuje Emmu Decody v americkém televizním seriálu Batesův motel. Před účinkováním v tomto seriálu se objevila v malých rolích v britských minisériích Blackout a The Secret of Crickley Hall.

## Filmografie

### Film
| Rok  | Název                        | Role                | Poznámky                 |
| ---- | ---------------------------- | ------------------- | ------------------------ |
| 2014 | Ruby's Skin                  | Ruby                | krátkometrážní film      |
| 2014 | Tichý experiment             | Jane Harper         |                          |
| 2014 | Signál z neznáma             | Haley Peterson      |                          |
| 2014 | Ouija                        | Laine Morris        |                          |
| 2015 | Já, Earl a holka na umření   | Rachel Kushner      |                          |
| 2016 | Katie se loučí               | Katie               |                          |
| 2016 | The Limehouse Golem          | Lizzie Cree         |                          |
| 2017 | Čistokrevní                  | Amanda              |                          |
| 2017 | Follow the Roses             | Angie               | krátkometrážní film      |
| 2018 | Ready Player One: Hra začíná | Art3mis (Artemis)   |                          |
| 2018 | Sám život                    | Dylan Dempsey       |                          |
| 2019 | Zvuk metalu                  | Louise "Lou" Berger |                          |
| 2020 | Malá rybka                   | Emma Ryerson        | také výkonná producentka |

### Televize
| Rok       | Název                       | Role                      | Poznámky                            |
| --------- | --------------------------- | ------------------------- | ----------------------------------- |
| 2012      | Blackout                    | Meg Demoys                | 3 díly                              |
| 2012      | The Secret of Crickley Hall | Nancy Linnet              | 3 díly                              |
| 2013–2017 | Batesův motel               | Emma Decody               | hlavní role, 44 dílů                |
| 2015      | Axe Cop                     | Lochnesská příšera (hlas) | díl: „Night Mission: The Extincter“ |
| 2018      | Vanity Fair                 | Becky Sharp               |                                     |
| 2022–     | Rod draka                   | Alicent Hightower         |                                     |